# Mustapha Dahleb
Mustapha Dahleb (en arabe : مصطفى دحلب), né le 8 février 1952 à Béjaïa, est un footballeur international algérien. Durant sa carrière de joueur, entre 1969 et 1985, il évolue au poste d'ailier gauche puis milieu de terrain offensif, il est formé au CS Sedan-Ardennes puis évolue au Paris Saint-Germain avec lequel il remporte la Coupe de France en 1982 et 1983.
Surnommé « Mus », il est la première grande star du Paris Saint-Germain. Il a porté le maillot du club parisien de 1974 jusqu'en 1984. Il est le capitaine de l'équipe de 1976 jusqu'au 22 août 1978, Il est désigné meilleur joueur étranger du championnat de France en 1977 par France Football. Grand buteur, Mustapha Dahleb est considéré comme l'un des meilleurs meneurs de sa génération et l'un des meilleurs joueurs à avoir évolué dans le championnat de France avec 102 buts inscrits. Il est l'un des meilleurs buteurs de l'histoire du Paris Saint-Germain avec 98 buts dont 85 buts inscrits en Division 1.
International algérien, il compte vingt sélections entre 1971 et 1983, pour six buts marqués et dispute la Coupe du monde de 1982. En 2001, il est élu Fennec du siècle ,

## Biographie

### Enfance et formation
Mustapha Dahleb naît à Béjaïa, en Algérie, il arrive tôt en France à l'âge de deux ans. Son père, qui a trouvé un travail dans les Ardennes, fait migrer toute sa famille dans la commune de Fromelennes, plus précisément le hameau de Flohimont. Il pratique d'abord le cyclisme puis à 10 ans se tourne vers le football et prend sa première licence dans le club local. Technique et athlétique, Dahleb ne tarde pas à se faire repérer par le grand club local, l'UA Sedan-Torcy. L'entraîneur Louis Dugauguez le repère et prend l'adolescent de 14 ans sous son aile. À l'époque, il est d'ailleurs le plus jeune contrat stagiaire du foot français. Ses études passent à la trappe après une formation d'électrotechnicien et Dahleb débute seulement à 17 ans en professionnel.

### Période au CS Sedan Ardennes et service militaire avec le CR Belouizdad
En 1969, Mustapha Dahleb joue son premier match de Première division contre le SCO Angers à l'âge de 17 ans. C'est son unique rencontre durant cette saison qui se conclut sur une troisième place en championnat, à quatorze points du champion stéphanois. La même année, le club se retrouve en demi-finale de la Coupe de France face aux Girondins de Bordeaux. Après un match nul sans but au match aller, Sedan est éliminé quatre buts à trois au match retour.
En 1971, Mustapha Dahleb doit cependant retourner en Algérie pour son service militaire. Il intègre alors l'effectif du CR Belouizdad. Cependant, il ne figure pas dans les premiers plans de l'équipe, Hacène Lalmas, Mokhtar Khalem, étant les titulaires.
Il s'impose en équipe première à partir du mois de novembre 1971. Il est alors sélectionné pour la première fois avec la sélection militaire de l'Algérie et dispute son premier match, le 24 novembre 1971, contre la Libye.
Il retourne au CS Sedan Ardennes au mois de septembre 1973. Il y reste toute la saison et inscrit dix-sept buts en 27 matchs mais le club est rétrogradé en Division 2 en fin de saison.

### Période au Paris Saint-Germain
Mustapha Dahleb arrive au Paris Saint-Germain en 1974, alors entraîné par Just Fontaine. Le président du club Daniel Hechter le recrute alors pour 1,35 million de francs, montant record pour un transfert en France à l'époque.
Au terme de sa première saison, le PSG termine quinzième de Division 1 mais Dahleb a néanmoins marqué les esprits du club par une très belle saison où il inscrit 13 buts en 29 rencontres. En 1976, Dahleb devient le capitaine du PSG et le restera jusqu'en 1978. Trois ans après son arrivée, Just Fontaine est remplacé par Velibor Vasovic, ce dernier repositionne Dahleb en tant que meneur de jeu.
En 1978, le Paris Saint-Germain emmené par Dahleb signe sa plus large victoire contre l'Olympique de Marseille sur le score de cinq buts à un. Les joueurs de la capitale dédieront ce succès à leur président Daniel Hechter, démis de ses fonctions deux jours auparavant à la suite du scandale de la « double billetterie » du Parc. Mustapha Dahleb monte dans la tribune pour offrir le ballon du match au président déchu.
En 1982, avec Dahleb comme meneur de jeu, le Paris Saint-Germain connaît ses premiers succès, en remportant deux coupes de France consécutivement en 1982 et 1983. Le PSG remporte la coupe de France de 1982 en battant l'AS Saint-Étienne, alors emmené par Michel Platini, victoire six tirs au but à cinq après un match nul deux buts partout dans le temps réglementaire. La saison suivante, il remporte de nouveau la coupe de France en s'imposant trois buts à deux face au FC Nantes en finale. Le Paris Saint-Germain vit sa première épopée européenne lors de la saison 1982-1983 qui se finit en quart de finale contre l'équipe belge de Waterschei. Ce PSG-Waterschei, en Coupe des coupes, est considéré comme le premier grand rendez-vous européen du PSG. Le club parisien, vainqueur deux buts à zéro à l'aller à domicile, part favori pour la qualification. Lors de cette confrontation contre le vainqueur de la Coupe de Belgique, le record d'affluence au Parc des Princes est établi avec près de 49 575 spectateurs. Mais lors du match retour, les Belges gagnent trois buts à zéro après prolongations et se qualifient. La saison suivante, le PSG se qualifie une nouvelle fois pour la Coupe des coupes et se fait encore éliminer de justesse en huitième de finale par la Juventus de Michel Platini après deux matchs nuls, deux buts partout à domicile et un match sans buts à l'extérieur.
En 1984, Dahleb quitte le PSG pour rejoindre l'OGC Nice. Après 98 buts en 310 matchs dont 85 buts inscrits en Division 1 ce qui fait de lui le quatrième meilleur buteur de l'histoire du Paris Saint-Germain en championnat derrière Kylian Mbappé, Edinson Cavani et Zlatan Ibrahimović. Il est par ailleurs le septième meilleur buteur du PSG toutes compétitions confondues derrière Kylian Mbappé (256 buts), Edinson Cavani (200 buts), Neymar (118 buts), Zlatan Ibrahimović (156 buts), Pedro Miguel Pauleta (109 buts), et Dominique Rocheteau (100 buts).
En 2022, le magazine So Foot le classe dans le top 1000 des meilleurs joueurs du championnat de France, à la 59e place.

### Fin de carrière à l'OGC Nice
Dahleb arrive à l'OGC Nice en 1984 qui évolue alors en Division 2 , après une saison terminée à la troisième place du groupe A. La saison suivante, le club termine deuxième du groupe A derrière l'Olympique de Marseille et dispute les barrages. Après une victoire face au Havre AC en pré-barrages, les Niçois sont battus, cinq buts à trois sur les deux matchs, par le Racing CP. En 1985, Mustapha Dahleb et ses coéquipiers remportent le groupe B  avec la meilleure attaque et la deuxième meilleure défense et retrouve la Division 1. Dans le match pour le titre de champion de division 2 entre les deux premiers de chaque groupe, l'OGC Nice est battu par Le Havre AC sur le score de cinq buts à deux sur les deux matchs. En 1985, Mustapha Dahleb prend sa retraite. Par la suite, il s'installe dans la région parisienne et s'occupe de sa reconversion tout en restant dans le milieu du football en aidant à l'insertion des jeunes et participant à des actions caritatives[réf. souhaitée].

### Avec l'Algérie

#### Coupe d'Afrique des nations de football 1982
En 1981, Dahleb participe avec l'Algérie, portant le numéro 15, aux qualifications pour la Coupe d'Afrique des nations de football 1982 en gagnant entre autres sept buts à zéro contre le Burkina Faso. L'Algérie commence donc l'année 1982 par la Coupe d'Afrique des nations où elle est éliminée en demi-finale face au Ghana après prolongations. Elle perd aussi la petite finale face à la Zambie, terminant ainsi en quatrième position de la compétition.

#### Coupe du monde 1982
Dahleb, toujours avec le numéro 15, dispute le Mondial 1982 en Espagne, la première phase finale d'une coupe du Monde pour l'Algérie. Il brille lors de la victoire 2-1 contre l’Allemagne de l'Ouest, première nation européenne à perdre contre une équipe africaine. Mais l'Algérie est éliminée en phase de poule à la suite de ce qui sera qualifié de « match de la honte  » entre l’Allemagne et l’Autriche. En effet le résultat de ce dernier match de poule doit décider du sort de l'équipe algérienne. Seule une courte victoire des Allemands peut qualifier les deux pays européens, aux dépens de l'Algérie. Au bout de dix minutes de jeu, Hrubesch ouvre le score pour la RFA. Dès lors et du fait de ce résultat gagnant-gagnant, les deux équipes se contentèrent de passes inoffensives jusqu'à la fin de la partie. Devant un public médusé, ce spectacle de non-jeu fut retransmis sur les télévisions du monde entier . Après ce match plusieurs joueurs allemands ont exprimé leur manque absolu de compréhension face aux critiques véhémentes en Allemagne même. Kicker Sportmagazin s'est refusé à évaluer le match ou les joueurs : Nous ne pouvons pas donner d'étoiles à aucun participant, car il n'y a pas eu de match de foot à Gijón. » sous le titre « Ils ne savent pas ce qu'ils ont causé. » Désormais, lors des compétitions internationales, tous les derniers matchs de poule se déroulent le même jour et à la même heure, mettant fin aux calculs stratégiques.

## Style de jeu
Mustapha Dahleb avait des capacités physiques bien au-dessus de celles de la majorité des joueurs de l'époque. Joueur hors-normes, Dahleb préfigurait dans les années 1970, le joueur moderne, caractérisé à la fois par ses qualités physiques et son talent technique. Il était capable des gestes les plus difficiles et les plus fous, il pouvait exécuter des dribbles et des feintes incroyables. Toutes compétitions confondues, Mustapha Dahleb a inscrit 137 buts en 403 matches, soit un ratio d'environ 0,33 but par match.

## Statistiques détaillées
| Saison                | Club                  | Championnat           | Championnat | Championnat | Coupe(s) nationale(s) | Coupe(s) nationale(s) | Supercoupe | Supercoupe | Compétition(s) continentale(s) | Compétition(s) continentale(s) | Compétition(s) continentale(s) | Algérie | Algérie | Total | Total |
| Saison                | Club                  | Division              | M.          | B.          | M.                    | B.                    | M.         | B.         | Comp.                          | M.                             | B.                             | M.      | B.      | M.    | B.    |
| 1969-1970             | CS Sedan-Ardennes     | Division 1            | 1           | 0           | -                     | -                     | -          | -          | -                              | -                              | -                              | -       | -       | 1     | 0     |
| 1970-1971             | CS Sedan-Ardennes     | Division 1            | 1           | 0           | -                     | -                     | -          | -          | -                              | -                              | -                              | -       | -       | 1     | 0     |
| 1971-1972             | CS Sedan-Ardennes     | Division 2            | 2           | 0           | -                     | -                     | -          | -          | -                              | -                              | -                              | 8       | 4       | 10    | 4     |
| 1971-1972             | CR Belcourt (prêt)    | Division 1            | -           | 6           | -                     | -                     | -          | -          | -                              | -                              | -                              | -       | -       | 0     | 6     |
| 1972-1973             | CR Belcourt (prêt)    | Division 1            | -           | 6           | -                     | -                     | -          | -          | -                              | -                              | -                              | 5       | 2       | 5     | 8     |
| 1973-1974             | CS Sedan-Ardennes     | Division 1            | 27          | 17          | 1                     | 0                     | -          | -          | -                              | -                              | -                              | -       | -       | 28    | 17    |
| Sous-total            | Sous-total            | Sous-total            | 31          | 17          | 1                     | 0                     | -          | -          | -                              | -                              | -                              | 13      | 6       | 45    | 23    |
| 1974-1975             | Paris Saint-Germain   | Division 1            | 29          | 13          | 4                     | 6                     | -          | -          | -                              | -                              | -                              | -       | -       | 33    | 19    |
| 1975-1976             | Paris Saint-Germain   | Division 1            | 32          | 12          | 5                     | 0                     | -          | -          | -                              | -                              | -                              | -       | -       | 37    | 12    |
| 1976-1977             | Paris Saint-Germain   | Division 1            | 38          | 22          | 4                     | 4                     | -          | -          | -                              | -                              | -                              | 1       | 0       | 43    | 26    |
| 1977-1978             | Paris Saint-Germain   | Division 1            | 26          | 9           | 1                     | 0                     | -          | -          | -                              | -                              | -                              | -       | -       | 27    | 9     |
| 1978-1979             | Paris Saint-Germain   | Division 1            | 21          | 6           | 2                     | 2                     | -          | -          | -                              | -                              | -                              | -       | -       | 23    | 8     |
| 1979-1980             | Paris Saint-Germain   | Division 1            | 27          | 6           | 3                     | 0                     | -          | -          | -                              | -                              | -                              | -       | -       | 30    | 6     |
| 1980-1981             | Paris Saint-Germain   | Division 1            | 20          | 6           | 2                     | 0                     | -          | -          | -                              | -                              | -                              | 1       | 0       | 23    | 6     |
| 1981-1982             | Paris Saint-Germain   | Division 1            | 22          | 0           | 5                     | 0                     | -          | -          | -                              | -                              | -                              | 4       | 0       | 31    | 0     |
| 1982-1983             | Paris Saint-Germain   | Division 1            | 29          | 7           | 8                     | 1                     | -          | -          | C2                             | 4                              | 0                              | -       | -       | 41    | 8     |
| 1983-1984             | Paris Saint-Germain   | Division 1            | 24          | 4           | 0                     | 0                     | -          | -          | C2                             | 4                              | 0                              | 1       | 0       | 29    | 4     |
| Sous-total            | Sous-total            | Sous-total            | 268         | 85          | 34                    | 13                    | -          | -          | -                              | 8                              | 0                              | 7       | 0       | 317   | 98    |
| 1984-1985             | OGC Nice              | Division 2            | 19          | 3           | 2                     | 1                     | -          | -          | -                              | -                              | -                              | -       | -       | 21    | 4     |
| Sous-total            | Sous-total            | Sous-total            | 19          | 3           | 2                     | 1                     | -          | -          | -                              | -                              | -                              | -       | -       | 21    | 4     |
| Total sur la carrière | Total sur la carrière | Total sur la carrière | 338         | 117         | 37                    | 14                    | -          | -          | -                              | 8                              | 0                              | 20      | 6       | 403   | 137   |

## Palmarès

### En club
Mustapha Dahleb passe par quatre clubs professionnels en quinze ans de carrière. Avec le CS Sedan, entre 1969 et 1971, il dispute 32 rencontres et marque 17 buts. Pendant son service militaire en Algérie, Mustapha Dahleb est vainqueur de la Coupe du Maghreb des clubs champions en 1972 avec le CR Belcourt.
Transféré au Paris Saint-Germain, il joue 310 matchs en marquant 98 buts et découvre la Coupe d'Europe. Il remporte avec la formation parisienne la Coupe de France à deux reprises en 1982 et 1983. Il remporte également avec le Paris Saint-Germain plusieurs trophées amicaux, le Tournoi international de Libreville en 1979, le Tournoi de Paris en 1980 et 1981, le Tournoi international de Troyes en 1980 et le Trophée de Palma de Majorque en 1982.
En fin de carrière, Mustapha Dahleb termine vice-champion de France de Division 2 en 1985 avec l'OGC Nice.

### Enéquipe d'Algérie
Passé par les équipes d'Algérie militaire et équipe A, Mustapha Dahleb termine troisième en Coupe de Palestine des Nations en 1972, quatrième de la Coupe d'Afrique des Nations en 1982. Il participe à la Coupe du Monde en 1982. Avec l'équipe d'Algérie A, il totalise 20 sélections et 6 buts entre 1971 et 1983.

### Distinctions individuelles
En 1977, Mustapha Dahleb est désigné meilleur joueur étranger du championnat de France  par le magazine France Football. En 2001, il est élu Fennec du Siècle (meilleur joueur algérien de tous les temps). Le 11 juillet 2003, il est fait Chevalier de la Légion d'honneur pour ses « trente-trois ans d'activités sportives » par Jacques Chirac. En 2004, Dahleb a reçu l'étoile d'or algérienne par l'hebdomadaire Compétition. Le 7 février 2019, il est fait citoyen d'honneur de la ville de Saint-Germain-en-Laye. Mustapha Dahleb est le 4ème meilleur buteur de l'histoire du Paris Saint-Germain en Championnat de France avec 85 buts inscrits entre 1974 et 1984, record battu en 2015 par Zlatan Ibrahimović, et il est le 7e meilleur buteur de l'histoire du Paris Saint-Germain avec 98 buts en 310 matchs et il est le premier joueur à avoir marqué en un match 4 buts avec le Paris Saint-Germain.

## Citations sur Dahleb
« J’ai un faible pour Mustapha Dahleb qui a marqué son époque. Il avait un talent exceptionnel, c'est un créateur qui a le profil des joueurs dont on parle aujourd’hui comme Messi. Dahleb avait du génie avant tout, il était capable de tout. C'est le meilleur joueur de l’histoire du PSG. »

— Raymond Domenech

« On dit que quand Dahleb ne jouait pas au Parc, la Tour Eiffel se penchait de chagrin. »

— Francis Borelli